# Ďurďošík
Ďurďošík este o comună slovacă, aflată în districtul Košice-okolie din regiunea Košice. Localitatea se află la altitudinea de 233 m deasupra n.m., se întinde pe o suprafață de 4,59 km2 și în 2017 număra 583 de locuitori.

## Istoric
Localitatea Ďurďošík este atestată documentar din 1330.

## Demografie
| An:                | 1994 | 2004    | 2014    | 2024    |
| ------------------ | ---- | ------- | ------- | ------- |
| Număr de persoane: | 314  | 350     | 443     | 832     |
| Diferență:         |      | +11,46% | +26,57% | +87,81% |

| An:                | 2023 | 2024 |
| ------------------ | ---- | ---- |
| Număr de persoane: | 800  | 832  |
| Diferență:         |      | +4%  |